# Jelena Ubijwowk
Jelena Konstantinowna Ubijwowk (ros. Елена Константиновна Убийвовк, ur. 22 listopada 1918 w Połtawie, zm. 26 maja 1942 tamże) – radziecka kierowniczka podziemnej grupy komsomolskiej podczas wojny ZSRR z Niemcami, odznaczona pośmiertnie Złotą Gwiazdą Bohatera Związku Radzieckiego (1965).

## Życiorys
Była narodowości ukraińskiej. Do 1937 skończyła 10 klas szkoły w Połtawie, w której działała w pionierach, później do 1941 studiowała na Wydziale Fizyczno-Matematycznym Uniwersytetu Charkowskiego. Po ataku Niemiec na ZSRR przerwała studia i wróciła do Połtawy, gdzie w listopadzie 1941 zorganizowała podziemną komsomolską grupę młodzieżową „Niepokorna Połtawianka”, później związała z nią podziemne organizacje w okolicznych wsi. Grupa liczyła 20 osób, posiadała dwa odbiorniki radiowe, odbierając przez nie komunikaty Sowinformbiuro, które potem przekazywała miejscowej ludności. Produkowała też i rozprowadzała wśród ludności ulotki o treści antyfaszystowskiej, w ciągu 6 miesięcy rozprowadzono 2000 ulotek. Członkowie grupy przygotowywali też akty dywersyjne i pomogli uciec 18 więźniom politycznym, którzy następnie wstąpili do partyzantki. 6 maja 1942 zostali aresztowani przez gestapo (w tym Jelena Ubijwowk), a po brutalnych przesłuchaniach rozstrzelani 26 maja. Pośmiertnie, 8 maja 1965 Jelena Ubijwowk została odznaczona Złotą Gwiazdą Bohatera Związku Radzieckiego i Orderem Lenina. W Połtawie postawiono jej pomnik, a w Charkowie popiersie, jej imieniem nazwano ulicę we wsi Wielikije Krynki w obwodzie połtawskim i planetę karłowatą.